# Light Peace Love
Light Peace Love è il secondo album in studio del gruppo rock filippino Bamboo, pubblicato nel 2005.

## Tracce
1. 04 – 2:05
2. I-You – 4:49
3. F.U. – 3:31
4. Dinner at 6 – 5:41
5. Much Has Been Said... – 5:20
6. Hallelujah – 4:48
7. Truth – 4:19
8. Peace Man – 2:56
9. Alpha Beta Omega – 5:19
10. Children of The Sun – 3:32